# Burggarten-Bewegung

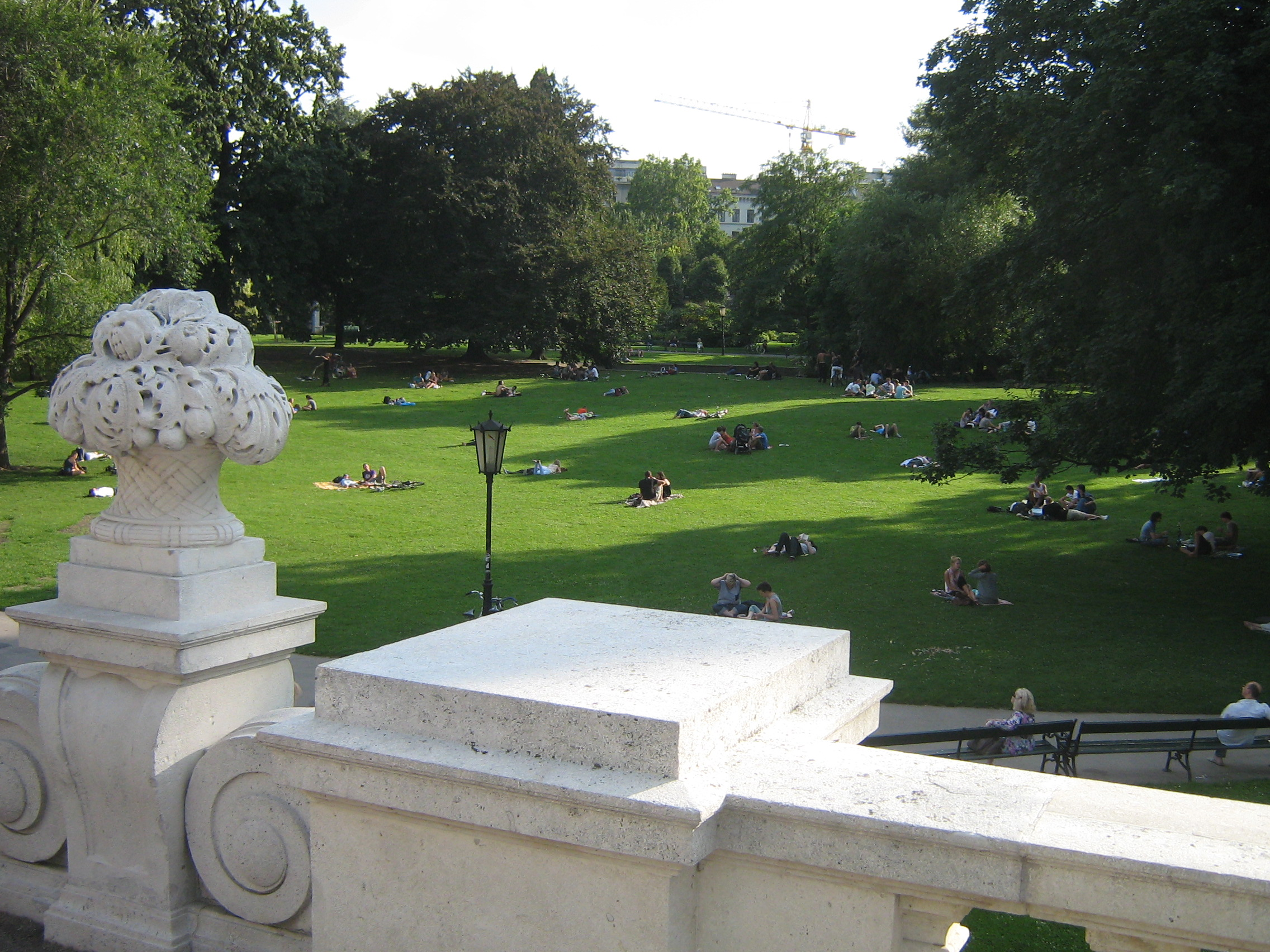
Rasenfreiheit im Burggarten (2010)

Die Burggarten-Bewegung in Wien hatte die Rasenfreiheit der Burggarten-Wiese als prinzipielles Ziel.

## Geschichte
Im Wien der 70er und 80er Jahre mangelte es für Jugendliche an Freiräumen für Veranstaltungen oder um sich einfach (kostenlos) zu treffen.
Damals war es nicht erlaubt, Wiens öffentliche Rasenflächen, wie auch die des Burggartens, zu betreten.
Im Frühjahr 1979 meldete vor allem die Kronen Zeitung „öffentlichen Rauschgiftkonsum, Entenmord und Sexorgien“, dass sich der Burggarten zu einem Treffpunkt für „Hippies“ und „Freaks“ entwickelte und trotz Verbot immer öfter der Rasen betreten würde.
In Folge, begannen Polizisten der nahegelegenen Wachstube den Rasen zu räumen und die Jugendlichen ihn regelmäßig zu „besetzen“. Die Burggarten-Bewegung/„Bewegung für Rasenfreiheit“ war geboren.
„Es ging um etwas heute selbstverständliches. Dass man nämlich in der Wiese sitzen durfte. Die wilden Burggarten-Kids wollten das und taten das, die Behörden, allen voran die damals stocksteife, auf ihr touristisches Kulturerbe bedachte Gemeinde Wien wollte das auf keinen Fall.“
„Es kam zu regelrechten Kriegen, Belauerungen, Strafaktionen und Festnahmen, die in mehreren Demos, Besetzungen und Aktionen die Burggarten-Bewegung mündeten, die z. B. auch die Ringstraße lahmlegten.“
„Nicht nur die Gemeinde, sondern auch die Medien spielten diese Kleinigkeit als eine Art österreichische RAF [Anm. Rote Armee Fraktion] hoch, und kriminalisierten harmlose und berechtigte Anliegen (die heute völlig selbstverständlich sind) auf eine unerhörte und geradezu verbrecherische Weise.“
„demonstrative rasen-besetzungen...“ und anschließende „...vertreibungen durch die exekutive und ausweichen auf die verbetonierte fläche vor das palmenhaus waren die immer wiederkehrenden formen der darauffolgenden, sich über monate hinziehenden auseinandersetzungen...“ (W.L. 1981, S. 49, Kleinschreibung im Original) der sich formierenden Burggarten-Bewegung mit der Exekutive. An einem Tag in der Woche traf man sich im Burggarten um „...ein bisschen Katz und Maus mit der Polizei zu spielen“
Laut Suttner fanden jeden Samstag von Mai bis Oktober 1979 Demonstrationen statt.
Rund 200 bis 300 Demonstranten nahmen an den Demos teil. Durchschnittsalter 15 und 16 Jahre.
Unterstützt von der Arena und anderen Gruppierungen, hielt die Bewegung Sitzungen und Veranstaltungen sowohl im Kulturzentrum Amerlinghaus als auch in der Arena ab.
Mit der Zeit treten zusätzlich zu der Forderung nach Rasenfreiheit der jugendlichen Besetzer im Burggarten von den Studenten auch politische und gesellschaftskritische Forderungen formuliert und inhaltliche Schwerpunkte: der Wunsch nach der Nutzung öffentlicher Freiräume und einem Kultur- und Kommunikationszentrum, wo sich junge Menschen aufhalten und ihre politischen und gesellschaftlichen Ideen verwirklichen können. hob sich ab von hedonistischen Wünschen und Ansprüchen eines Teiles der Burggarten-Bewegung.
„Für Robert Misik war die Burggarten Bewegung eine der Schlüsselepisoden jener Zeit, in der sich in Wien eine Jugendbewegung formierte, die ab 1979 begann „...den öffentlichen Raum zu erobern, ihre eigenen Räume zu etablieren...“ (Misik 2007, S. 15) und gesellschaftskritische Diskussionen im öffentlichen Raum zu führen.“

## Chronik
- Mitte 1979: Erste Demonstrationen
- 15. September 1979: Erster großer Polizeieinsatz. Demonstranten werden im Burggarten von der Polizei eingeschlossen. Aktivisten dürfen von der Bühne eines Nina Hagen Konzertes in Wien aus, die Besucher über die Ereignisse im Burggarten informieren.[7]
- 16. September 1979: Nina Hagen erscheint persönlich im Burggarten.[8]
- 22. September 1979: Tag der Offenen Tür (Wien) im Wiener Rathaus wird von Aktivisten besucht und ein Termin mit Bürgermeister Leopold Gratz ausgehandelt.
- 29. September 1979: Aktivistendelegation trifft sich mit Wiener Stadtrat Schieder zu Verhandlungen.[9]
- 20. Oktober 1979 sprengt die Bewegung einen „Ideenmarkt“ der ÖVP in der Phorushalle und besetzt sie in Folge.[10]
- 26. Oktober 1979: Letzte Demonstration für dieses Jahr.[1]
- 15. März 1980: Nicht angemeldetes „Indianerfest“ im Burggarten mit circa 500 Teilnehmern. Polizeiliche Räumung und Festnahme von 10 Personen
- 1. Mai 1980: Burggarten wird spontan besetzt. Demonstration mit Festnahmen[11]
- 3. Mai 1980: Demonstration beim ÖVP Wiener Stadtfest mit weiteren Festnahmen[12][13]
- Sommer 1980: zwei Aktivisten der Burggarten-Bewegung zu Geldstrafen verurteilt, weil sie die Gloriette in Schönbrunn mit Parolen besprayt hatten.[11]
- 26. Oktober 1980: Grosse, angemeldete Demonstration im Burggarten (einzig angemeldete)
- November 1980: „..vorübergehenden Wieder-Besetzung des Amerlinghauses im siebten Bezirk mit der Kritik an der kommerziellen Nutzung des Hauses, das seit der erstmaligen Besetzung im Sommer 1975 zum Teil als selbstverwaltetes Jugend- und Kulturzentrum genutzt wurde. Danach begann sich die Burggarten Bewegung langsam aufzulösen.“[11][14]
- Frühjahr 1981: Demonstration (letzte) im 1. Bezirk
- 1. März 1981: Demonstration am Stephansplatz um von einer geplanten Besetzung am Judenplatz abzulenken. Besetzung schlägt fehl, Demo zieht durch zum Ring (1000 Aktivisten) und wieder zurück zur Rotenturmstraße. Scheiben werden eingeworfen, 102 Personen verhaftet inkl. vier Deutscher "Rädelsführer" und "Terrorprofis". Das einzige Transparent «High sein, frei sein, Terror muß dabei sein» wird von der Presse ausgeschlachtet.[15]
- 8. März 1981: Demonstration mit 1000 Personen[15]
- 23. März 1981: Vertreter der Gemeinde Wien übergeben die Schlüssel der GaGa (Kulturzentrum Gassergasse)
- Mai 1981: Teile der Burggarten-Bewegung zieht ins Kulturzentrum Gassergasse

## Mediale Rezeption

### Filmdokumentationen
- Burggarten (1980) Medienwerkstatt Wien. s/w, 18 min: „Der Film entstand im Rahmen eines Projekts der Medienwerkstatt Wien (zum Zeitpunkt der Produktion "Verein Medienzentren (Wien)") für die Wiener Festwochen 1980. Im Rahmen der "Videowochenschau (Wien)" präsentierte die Medienwerkstatt abseits der offiziellen Medien Aktivitäten von Gruppen und Initiativen der sogenannten "Alternativen Bewegungen" unter anderem in einem mobilen Videobus. Die Medienwerkstatt bot technische und logistische Unterstützung. Integrale Idee des Projekts war die Selbstdarstellung der Initiativen oder deren größtmögliche Partizipation bei der Herstellung der Videos. "Burggarten" verwendete dokumentarisches Material verschiedener Teilnehmer und Beobachter der Vorgänge zwischen Frühjahr und Herbst 1979, das von einem Aktivisten der "Burggarten-Bewegung" gesichtet, selektiert und strukturiert wurde. Die Produktion wurde u. a. bei mehreren Jugendveranstaltungen eingesetzt.“[16]
- Video ARTE “Sarah In Wien: Freiheit für den Burggarten”[17]

### Presse
- Ohne Maulkorb, Folge 433, Jugend im Abseits. Ausgestrahlt am 29. April 1984[18]
- Ohne Maulkorb, Folge 452, 1985 – Das Jahr der Jugend. Ausgestrahlt am 13. Januar 1985[19]
- Ohne Maulkorb, Folge 514, 514 – LETZTE FOLGE – Höhepunkte aus 20 Jahren „Ohne Maulkorb“ Ausgestrahlt am 20. September 1987[20]

### Ausstellungen
- 2012 Wien Museum: Besetzt! Kampf um Freiräume seit den 70ern.[21][22]

## Weiterführende Literatur
- Andreas Suttner: „Beton brennt“: Hausbesetzer und Selbstverwaltung im Berlin, Wien und Zürich der 80er. LIT-Verlag, Wien/Berlin/Münster 2011[6]
- Robert Foltin: Und wir bewegen uns doch : soziale Bewegungen in Österreich. Edition Grundrisse, Wien 2004, ISBN 3-9501925-0-6.
- Besetzt! Kampf um Freiräume seit den 70ern. Katalog zur Ausstellung im Wien-Museum Karlsplatz, 12. April 2012 bis 12. August 2012. Hrsg. von Martina Nußbaumer und Werner Michael Schwarz.  Czernin, Wien 2012, ISBN  978-3-7076-0413-9.